# 제이센 피셔
제이슨 피셔(Jasen Fisher, 영어 발음: /ˈdʒeɪsən/, 1980년 5월 8일 ~ )는 미국의 배우이다.
시카고에서 태어났다.

## 영화
- 후크 (1991년) - 에이스 역
- 마녀와 루크 (1990년)
- 우리 아빠 야호 (1989년)